# Heroínas de Aragua
La cooperativa Heroínas de Aragua es una empresa textil venezolana situada en sector La Morita II de la ciudad de Maracay, capital del Estado Aragua y del Municipio Girardot. Se dedica a la confección de uniformes escolares, monos, franelas, chemisse y uniformes deportivos. La cooperativa Heroínas de Aragua nace el 22 de septiembre de 2007 al pasar a manos de los trabajadores, mayoritariamente mujeres, las instalaciones de la, hasta entonces, fábrica textil Franelas Gotcha.
La colectivización de la empresa textil, que comenzó por la lucha de sus trabajadoras contra el abuso de su anterior dueño y gestionador que llegó al uso de argucias como la de cambiar cada cierto tiempo la denominación legal de la empresa todos los años para evadir impuestos y evitar el pago de los beneficios que por ley le corresponden a las trabajadoras (utilidades, vacaciones, bono de alimentación, fideicomiso y antigüedad), se convirtió en un caso paradigmático del control de los medios de producción por parte de los trabajadores.

## Historia
La fábrica textil Franelas Gotcha era propiedad de Wilson Balaguera, empresario textil que cultivaba algodón en Caicara, Cabruta y Barinas y cuyas empresas recibieron créditos y ayudas del estado de Venezuela, quien comenzó a realizar una serie de prácticas tendentes a evitar el pago de impuestos y de los beneficios a los trabajadores. En 1997 constituyó con las trabajadoras de una de sus planta, sin ni siquiera su conocimiento, una asociación civil que utilizaba luego como contrata externa.
Los trabajadores de Gotcha, mayoritariamente mujeres, comenzaron a organizarse y establecieron varios sindicatos que no pudieron llevar a término por la presión empresarial que despedía a aquellas que involucraron en las organizaciones sindicales. Se hacen hasta tres intentos de organizarse en sindicatos que no cuajan por el acoso patronal, finalmente se logra organizar un grupo que se denomina "Las costureras" que logra que la notificación llegara a la empresa a través del Ministerio del Trabajo sin que se nos venciera la lista. El 1 de junio de 2005 logran legalizar el sindicato SINTRACOTEX y como respuesta a ello Wilson Balaguera desvía la producción a otras empresas en las cuales tenía participación.
En 2006 Patricia Vilmer, Secretaria General del sindicato de Gotcha, denuncia públicamente que Wilson Balaguera llevaba desde 1988 cambiando el nombre legal de la empresa de forma anual para evitar y eludir diferente obligaciones fiscales y laborales. Tras la legalización del sindicato, las trabajadoras toman las instalaciones de la empresa tras la decisión del empresario de despedir a 45 trabajadoras de una plantilla de 90 y comenzar a sacar la maquinaria de la misma. Los dueños de la empresa justificaron la decisión por la falta de trabajo y de materia prima aun cuando Wilson Balaguera mantenía en actividad otras 6 talleres en los cuales los costes salariales eran inferiores. El cierre de la factoría Gotcha permitiría a Wilson Balaguera evitar cumplir con los derechos sociales de las trabajadoras y las deudas que tiene con las trabajadoras desde el año 1997. La ocupación duro cuatro meses.
Las trabajadoras ven en la expropiación de la empresa por el gobierno del entonces presidente Hugo Chávez y el paso del control de la misma a los trabajadores la solución definitiva al conflicto. El 14 de marzo de 2006 las trabajadoras de Gotcha participan en la marcha realizada en Caracas del Frente de Empresas en Cogestión y Tomadas y se van integrando en el movimiento de gestión obrera de los medios de producción que la revolución bolivariana impulsa.
En marzo de 2007, tras una negociación con los dueños se logra un acuerdo que es incumplido por la parte empresarial que plantea cerrar la empresa para no abonar las deudas laborales, las trabajadoras realizan la toma definitiva de las instalaciones y su puesta en producción. Con el apoyo de los trabajadores de la empresa ya colectivizada INVEVAL que se dedica a la producción de válvulas de los Teques, comienzan un periodo de formación y concienciación sobre el control obrero de los medios de producción. Surgen diferencias de opinión y decisión entre las trabajadoras sobre las opciones a seguir. De 110 costureras solo 80 mantuvieron la decisión de seguir adelante con el control de la empresa. La falta de formación y de liderazgo debido al propio origen social y de clase fueron los obstáculos más difíciles de superar. Tras una serie de luchas con los abogados de la empresa y recibiendo el apoyo de otra mucha gente y el abandono de algunas compañeras, 30 costureras dieron el salto a la nacionalización de la empresa con el asesoramiento de Corriente Marxista que les ayudaron en la organización de la empresa mediante la creación de diferentes comités Para que la empresa pudiera pasar legalmente bajo el control de los trabajadores debía ser declarada de "utilidad pública" , para ello las trabajadores acudieron al Ministerio de la Mujer de Venezuela y se contó con el apoyo de María León se logró la declaración de utilidad pública en 22 de septiembre de 2015.
La actividad de la pequeña empresa textil se ha centrado en la confección de uniformes escolares para cubrir las necesidades de la población. Forman parte del denominado "Frente Textil".